# 1995년 태평양 돌핀스 시즌
1995년 태평양 돌핀스 시즌은 태평양 돌핀스가 KBO 리그에 참가한 마지막 시즌으로, 삼미 슈퍼스타즈, 청보 핀토스 시절까지 합하면 14번째 시즌이다. 이듬해부터는 현대 유니콘스라는 이름으로 KBO 리그에 참가하게 되었다. 정동진 감독이 팀을 이끈 마지막 시즌으로, 팀은 주축선수들의 줄부상 탓인지 8팀 중 7위에 그쳐 포스트시즌 진출에 실패했다.

## 타이틀
- 올스타 선발: 김성갑 (2루수)
- 올스타전 추천선수: 정명원
- 출장(투수): 정명원 (52)
- 구원등판: 정명원 (52)
- 마무리등판: 정명원 (48)

### 퓨처스리그
- 북부리그 3루타: 장용대 (3)
- 완투: 전준호 (3)

## 선수단
- 선발투수 : 정민태, 김홍집, 안병원, 가내영, 최창호, 최상덕
- 구원투수 : 노승욱, 신상윤, 김억만, 박은진, 김민범
- 마무리투수 : 정명원, 위재영, 조웅천, 전준호, 곽병찬, 박정현, 문창환
- 포수 : 김동기, 김성태, 도명진, 박상일, 이재주, 장광호
- 1루수 : 김경기, 이숭용
- 2루수 : 황윤성, 김성갑, 손차훈, 이용주, 이종호
- 유격수 : 염경엽, 이근엽
- 3루수 : 권준헌, 김용국, 원원근
- 좌익수 : 강영수, 이희성, 장용대
- 중견수 : 김인호, 지화선
- 우익수 : 윤덕규, 여태구, 계기범
- 지명타자 : 하득인, 임성주, 김병철, 서정민

## 여담
- 정명원은 9월 14일 삼성 라이온즈와의 경기에서 태평양 돌핀스의 마지막 세이브를 기록했으며, 9월 22일 LG 트윈스와의 경기에서 태평양 돌핀스의 마지막 승리투수가 되었다.
- 강영수는 9월 16일에 KBO 리그 사상 최초로 단일 시즌 100삼진을 당했다.
- 팀이 태평양 돌핀스라는 이름으로 치른 마지막 경기는 9월 29일 해태 타이거즈와의 경기였다. 이날 선발 등판한 전준호가 태평양 돌핀스의 마지막 패전투수가 되었고, 뒤이어 등판한 조웅천이 마지막 등판 투수가 되었다. 마지막으로 타석을 소화한 타자는 8번 타자 염경엽이었다.
- 신상윤은 구단 역대 2번째로 단일 시즌 평균자책점 99.99를 기록했다.
- 권준헌은 순출루율 0.029로 구단 사상 단일 시즌 최저 기록을 세웠다(규정타석 충족).
- 김성갑은 이 시즌을 끝으로 은퇴하여 KBO 리그 통산 3000타석 미만 타자 중 통산 최다 희생타(121)로 은퇴한 타자가 되었다.
- 김동기는 1988년부터 이 시즌까지의 누적 WAR 24.21로 태평양 돌핀스 사상 통산 최고 WAR 기록을 세웠다.
- 원원근은 이 시즌 2타석 2볼넷 WAR 0.10으로 KBO 리그 역대 단일 시즌 0타수 타자 최고 WAR 기록을 세웠다.
- 정민태는 이 시즌 3차례 완봉했음에도 8승에 그쳐 KBO 리그 단일 시즌 10승 실패 투수 중 최다 완봉 기록을 세웠다.

## 같이 보기
- 1993년 태평양 돌핀스 시즌
- 1994년 태평양 돌핀스 시즌
- 1996년 현대 유니콘스 시즌